# Geneviève Tjoues
Geneviève Hanlong Tjoues (sinh ngày 31 tháng 1 năm 1944) là một chính trị gia người Cameroon hiện đang là Phó Chủ tịch Thượng viện.

## Cuộc sống ban đầu và giáo dục
Geneviève Hanlong được sinh ra ở Niel ở vùng Littoral của Cameroon vào ngày 31 tháng 1 năm 1944. Bà ấy mồ bài từ nhỏ và lớn lên dưới quyền của các nữ tu bàng giáo ở Edéa. bà có chứng chỉ giáo dục đại học về kinh tế xã hội và trong ngành dệt may. Bà học ở Pháp.

## Sự nghiệp
Tjoues là một giáo viên trung học từ năm 1979 đến năm 1997, điều hành trường Notre Dame d'Edéa.
Năm 1978, Tjoues thành lập Quỹ Rainbow, nơi đào tạo nghề cho các bà mẹ đơn thân trẻ, và bà được coi là "mẹ đỡ đầu của những bà mẹ đơn thân" ở Edea. Năm 1995, bà thành lập bàng ty Alpha Lumière Sarl.
Tjoues là một thành viên của Phong trào Dân chủ Nhân dân Cameroon và là chủ tịch của tổ chức phụ nữ. Bà là phó chủ tịch của đại hội đảng năm 2011 và là phó chủ tịch và phó chủ tịch đảng trong Quốc hội từ năm 1997 đến năm 2010 
Năm 2013, bà là một trong năm phụ nữ được bầu trong cuộc bầu cử Thượng viện đầu tiên của đất nước  và được Tổng thống Paul Biya bổ nhiệm làm Phó Chủ tịch Thượng viện.

## Cuộc sống cá nhân
Tjoues, một Kitô hữu, kết hôn và có ba đứa con.